# カンボジア・ベイ・サイクリング・ツアー
カンボジア・ベイ・サイクリング・ツアーは、2020年からカンボジアで開催されるている自転車ロードレースのステージレース。 UCIアジアツアーに含まれており、 国際自転車競技連合 （UCI）によって2.2カテゴリーのレースに分類された。 第1回大会はラオス人ライダーのアリヤ・フォウンサバスが優勝した。 

## 勝者
| 年   | 国     | 選手                   | チーム           |
| ---- | ------ | ---------------------- | ---------------- |
| 2020 | ラオス | アリヤ・フォウンサバス | ラオス代表チーム |

## ジャージ
総合リーダーには黄色のジャージが贈られる。 他にも3つの分類があり、ポイント部門（スプリント）のリーダーは緑のジャージ、山岳部門のリーダーは赤のジャージ、若手の最優秀選手は白のジャージを着用する。